# Уя (Бурятія)
Уя (рос. Уя) — селище Баунтовського евенкійського району, Бурятії Росії. Входить до складу Сільського поселення Уакітське.
Населення — 3 особи (2015 рік).